# Georges-André Chevallaz

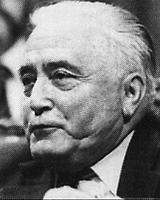
Georges-André Chevallaz

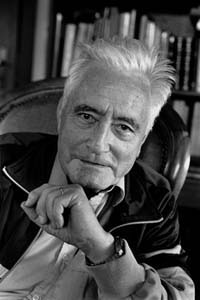
1986

Georges-André Chevallaz (* 7. Februar 1915 in Lausanne; † 8. September 2002 ebenda) war ein Schweizer Politiker (FDP) aus dem Kanton Waadt. Als Bundesrat war er zuerst Finanz-, dann Verteidigungsminister und bekleidete einmal das Amt des Bundespräsidenten.

## Leben
Der aus Montherod Stammende schloss 1937 sein Studium der Geschichte zunächst mit dem Lizenziat ab. 1937/38 folgte ein Auslandsemester in Paris. 1949 erlangte der seit 1942 an der École supérieure de commerce de Lausanne tätige Lehrer das Doktorat. Von 1955 bis 1958 leitete er die Kantonsbibliothek und hatte an der Universität Lausanne einen Lehrauftrag für Geschichte und Diplomatie.
Als Kommunalpolitiker in Lausanne übte er die folgenden Ämter aus:
- 1949–1957: Gemeinderat (Legislative)
- 1957–1973: Stadtpräsident
- 1964: Vizepräsident der Landesausstellung Expo 64

Er unterstützte den Bau eines Strassentunnels am Grossen St. Bernhard. Auf eidgenössischer Ebene war er von 1958 bis 1973 im Nationalrat. Von 1970 bis 1973 präsidierte Chevallaz die Freisinnig-Demokratischen Fraktion in der Bundesversammlung.
Er wurde am 5. Dezember 1973 in den Bundesrat gewählt. Am 31. Dezember 1983 übergab er sein Amt. Während seiner Amtszeit stand er den folgenden Departementen vor:
- 1974–1979: Eidgenössisches Finanzdepartement
- 1980–1983: Eidgenössisches Militärdepartement

Er war Bundespräsident im Jahre 1980.
Nach seinem Rücktritt trat er um 1992 öffentlich als Gegner eines Schweizer EWR-Beitritts auf.

## Wahlergebnisse in der Bundesversammlung

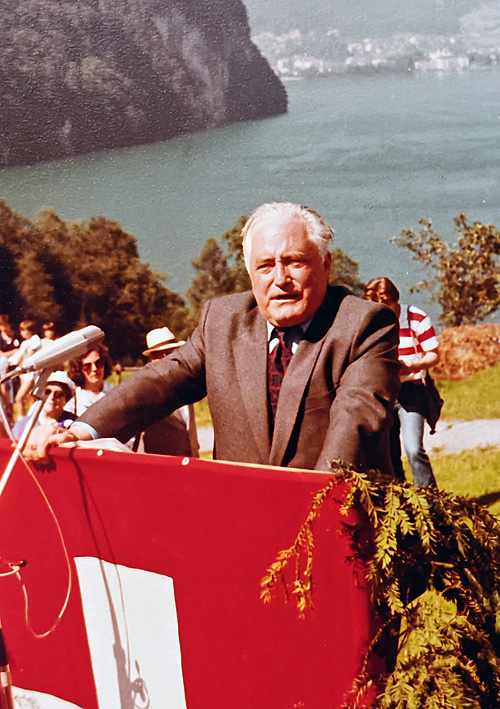
Bundespräsident Georges André Chevallaz am 1. August 1980 bei seiner Rede auf dem Rütli

- 1973: Wahl in den Bundesrat mit 137 Stimmen (absolutes Mehr: 121 Stimmen)
- 1975: Wiederwahl als Bundesrat mit 178 Stimmen (absolutes Mehr: 111 Stimmen)
- 1978: Wahl zum Vizepräsidenten des Bundesrates mit 181 Stimmen (absolutes Mehr: 105 Stimmen)
- 1979: Wiederwahl als Bundesrat mit 170 Stimmen (absolutes Mehr: 102 Stimmen)
- 1979: Wahl zum Bundespräsidenten mit 183 Stimmen (absolutes Mehr: 109 Stimmen)

## Werke (Auswahl)
- Histoire générale de 1789 à nos jours. Payot, Lausanne 1964
- La Suisse ou le sommeil du juste. Payot, Lausanne 1967
  - deutsche Ausgabe: Die Schweiz oder der Schlaf des Gerechten. Ex Libris, Zürich 1969
- Les Raisons de l’espoir. L’Aire, Lausanne 1979
- Le Gouvernement des Suisses ou l’histoire en contrepoint. Mit Illustrationen von Hans Erni. L’Aire, Lausanne 1989
- Le Défi de la neutralité. Diplomatie et défense de la Suisse 1939–1945. L’Aire, Vevey 1995
  - deutsche Ausgabe: Die Herausforderung der Neutralität. Diplomatie und Verteidigung der Schweiz 1939–1945. Orell Füssli, Zürich 1997